# جيمس بلاكبيرن آدمز
جيمس بلاكبيرن آدمز (بالإنجليزية: James B. Adams)‏ هو محامي وسياسي أمريكي، ولد في 21 ديسمبر 1926 في كورسيكانا في الولايات المتحدة. حزبياً، نشط في الحزب الديمقراطي. وقد انتخب رئيس مكتب التحقيقات الفيدرالي (15 فبراير 1978 – 23 فبراير 1978) وانتخب عضو مجلس نواب تكساس.